# Jozef Cornelis Van Put
Jozef Cornelis Van Put (Hoboken, 15 juni 1811 - Antwerpen, 2 juli 1877) was een Belgisch graanhandelaar en burgemeester van Antwerpen voor de Meetingpartij.

## Biografie
Jozef Cornelis Van Put was de zoon van een landbouwer in Wilrijk die zich als brouwer in Hoboken vestigde. Hij liep school aan het College De Nef in Turnhout en werd er vervolgens leraar.
Hij trouwde met een koopmansdochter en werd vervolgens klerk in een handelszaak in Antwerpen. Hij leidde er de graanhandel J.C. Van Put & Compagnie. Gedurende drie jaar was hij lid van de Kamer van Koophandel en vijftien jaar voorzitter van de handelsrechtbank.
Van Put werd in 1854 verkozen tot liberaal gemeenteraadslid van Antwerpen. In 1860 nam hij afstand van de liberale associatie en steunde hij de Meetingpartij. Van 1863 tot 1872 was hij burgemeester van deze stad. Onder zijn ambtsperiode werden de Leien aangelegd en kwamen het Stadspark en de De Keyserlei tot stand.
Hij was de vader van Jean Van Put, die hem aan het hoofd van de graanhandel opvolgde en senator was. Zijn dochter Julia Van Put (1847-1876) trouwde met Jules de Burlet, premier. Hij was de grootvader van Pierre de Burlet, burgemeester van Nijvel en volksvertegenwoordiger.